# 贝雷特
贝雷特（法語：Berhet，法語發音：[bɛʁɛt]）是法国阿摩尔滨海省的一个市镇，位于该省西北部，属于拉尼永区。

## 地理
贝雷特（48°41'43"N, 3°18'57"W）面积3.23 平方千米，位于法国布列塔尼大區阿摩尔滨海省，该省份为法国西北部沿海省份，位于布列塔尼半岛北部，北濒大西洋英吉利海峡，西接菲尼斯泰尔省，南至莫尔比昂省，东临伊勒-维莱讷省。
与贝雷特接壤的市镇（或旧市镇、城区）包括：卡旺、朗戈阿特、芒塔洛、普拉特。

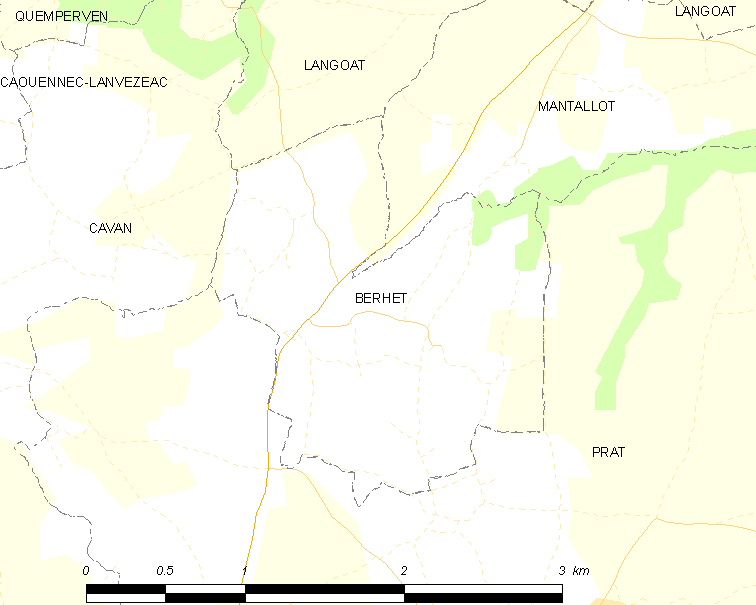
贝雷特的OSM定位图

贝雷特的时区为UTC+01:00、UTC+02:00（夏令时）。

## 行政
贝雷特的邮政编码为22140，INSEE市镇编码为22006。

## 政治
贝雷特所属的省级选区为贝加尔县。

## 人口

1962-2008年间贝雷特人口变化图示

贝雷特于2022年1月1日时的人口数量为272人。